# 야마토 가쓰라기산

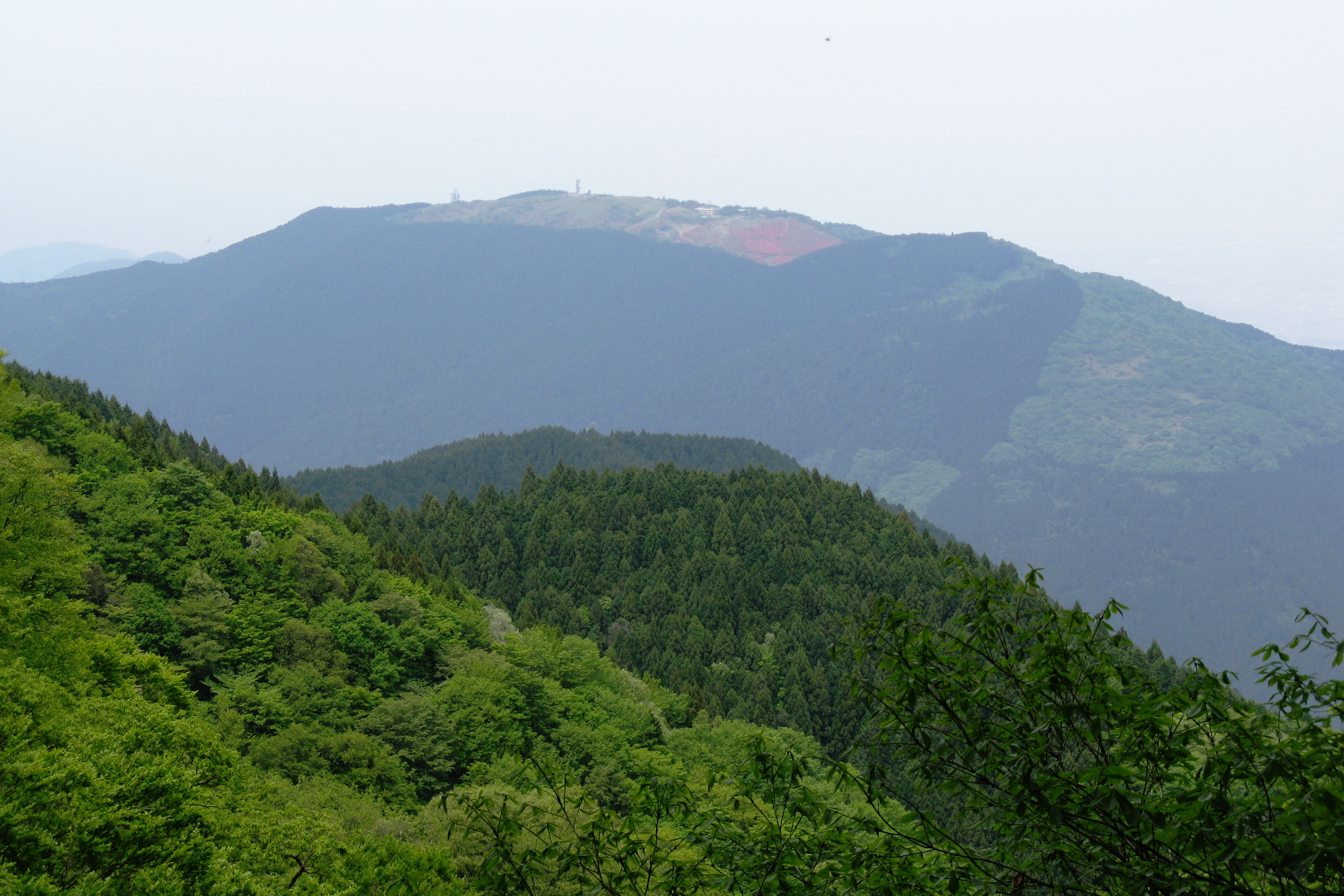

야마토 가쓰라기산(일본어: 大和葛城山 야마토 카츠라기산[*])은 나라현 고세시와 오사카부 미나미카와치군 지하야아카사카촌 경계에 있는 표고 959.2 미터의 산이다.
야마토 가쓰라기산은 곤고 이코마 기센 국정공원 내에 있으며, 북쪽의 니조산, 남쪽의 곤고산으로 이어지는 곤고산지에 속한다. 예전에는 곤고산을 포함한 가쓰라기산맥을 총칭해 가쓰라기산이라 불렀고, 야마토 가쓰라기산은 야마토국에서는 가이나산(戒那山), 천신산(天神山) 또는 가모산(鴨山)이라 불렀으며, 가와치국에서는 시노가봉(篠峰)이라 불렀다. 야마토 가쓰라기산의 정상 부근을 가쓰라기고원(葛城高原)이라 하며, 진달래 개화 시기에 많은 관광객이 찾는다.